# Hockey Club Asiago 1994-1995
Questa pagina contiene i dati relativi alla stagione hockeystica 1994-1995 della società di hockey su ghiaccio HC Asiago.

## Campionato
- Piazzamento: 10° in serie A1, perde lo spareggio retrocessione con l'HC Fassa ma l'anno successivo rimane comunque in serie A.

## Roster
- Bruno Campese
- Gianfranco Basso
- Enrico Ferretti
- Giampiero Longhini
- Roberto Cantele
- Cristiano Sartori
- Luca Tessari
- Marco Mosele
- Michele Strazzabosco
- Fabio Rigoni
- Valentino Vellar
- Andy Rymsha
- Gianluca Schivo
- Gaetano Miglioranzi
- Luca Rigoni
- Oleg Maltsev
- Franco Vellar
- Alexander Ioudine
- Ray Podlosky
- Stefano Segafredo
- Mark Montanari
- Dominic Amodeo
- Sergej Ivanov

### Allenatore
Jeff Brick